# Miliarium

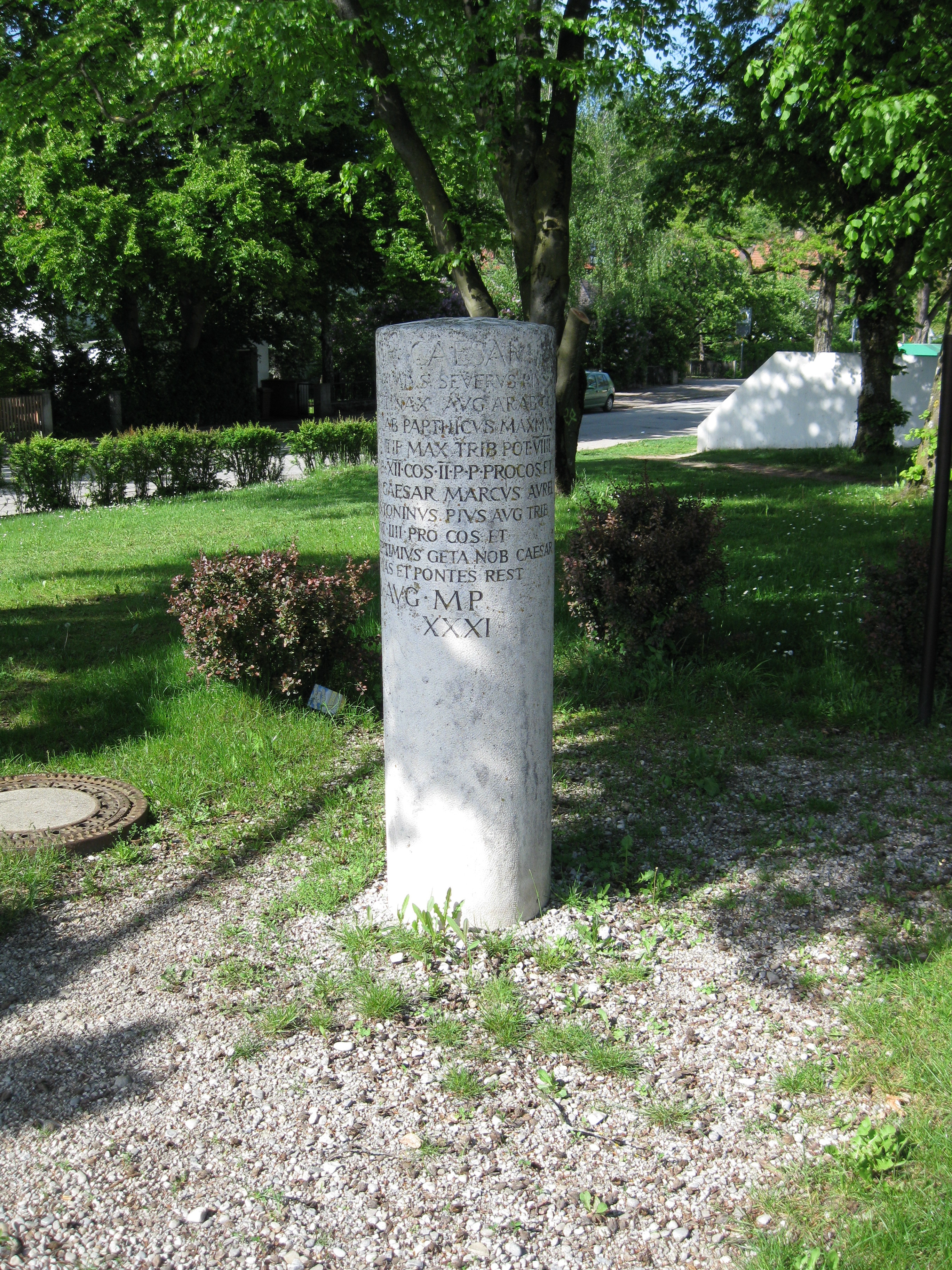
Nachbildung eines Fundstücks in Gilching mit der Inschrift „AVG MP XXXI“ („Augsburg 31 Meilen“)

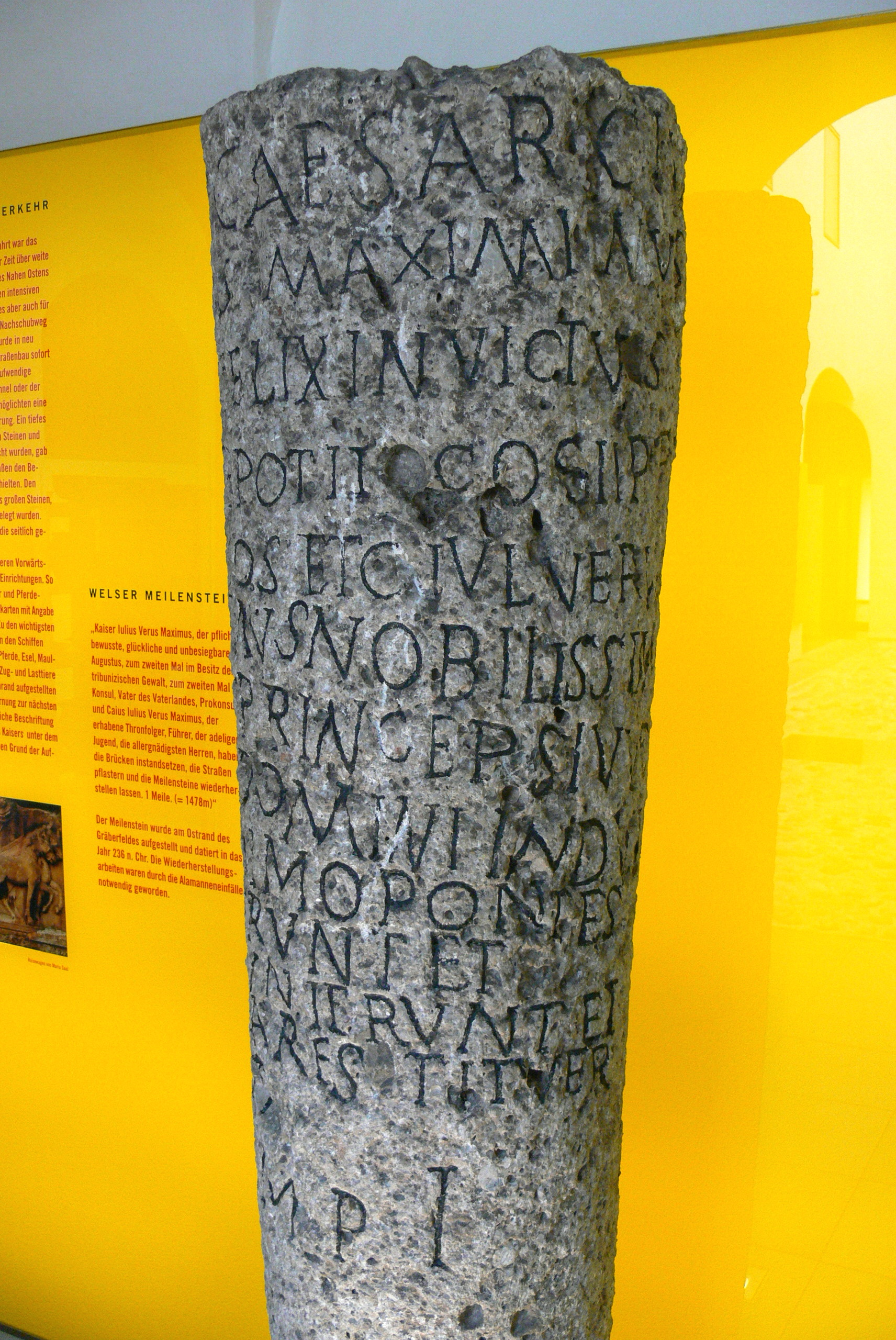
Der römische Meilenstein von Wels mit der Inschrift „MP I“ („1 Meile“)

Ein Miliarium (griechisch als Fremdwort μιλιάριον miliárion; Plural: miliaria) war im Römischen Reich eine Distanzsäule an einer Römerstraße (Meilenstein). Steine dieser Art gab es bereits seit dem 3. Jahrhundert v. Chr. Beim Straßenbauprogramm des Gaius Sempronius Gracchus erlebten sie offenbar einen ersten Höhepunkt (Plut. C. Gracchus 7), ihre eigentliche Blüte erreichten sie in der Kaiserzeit. Doch hat es, wie es scheint, nicht an allen Straßen Miliaria gegeben.

## Allgemeines
Die Steinsäulen, übermannshoch (teilweise bis zu drei Meter hoch) und mit einem Durchmesser von 50 bis 60 Zentimetern, trugen als wesentliches Element Orts- und Entfernungsangaben. Die Distanz ist in römischen Meilen (1000 Doppelschritte, „mille passus“, „milia passuum“, abgekürzt MP) angegeben, was knapp unter 1,5 km liegt; auch das griechische Äquivalent von acht Stadien ist nicht einheitlich.
In Rom stand auf dem Forum Romanum das Miliarium Aureum, die „goldene Meilensäule“ (sie bestand freilich nur aus Bronze; lediglich die Inschrift, die die wichtigsten von Rom ausgehenden Straßen sowie deren Endziele nannte, war aus Goldlettern). In den einzelnen Provinzen stellt oft die Hauptstadt den Ausgangspunkt (caput viae) dar; so zählen alle in Raetien bisher gefundenen Meilensteine von der Provinzhauptstadt Augsburg (Augusta Vindelicum) aus, was nahelegt, dass die Straßen von dort aus vermessen wurden. In weiter entwickelten Gegenden kann auch von den Zentralpunkten einzelner Völkerschaften (Civitates) aus gerechnet werden. Ein solcher Nullpunkt war auch das Milion in Byzanz.
Da die Steine von vielen Menschen gesehen wurden, stellen sie ein vorzügliches Mittel der Propaganda dar. Seit Augustus wurde dieses „Medium“ dem Herrscher vorbehalten, obwohl gelegentlich Statthalter zusätzlich genannt sind. Mit der Zeit bildeten sich regelrechte Formulare heraus, die neben der Datierung einen (standardisierten) Hinweis auf den Anlass der Aufstellung des Steines bieten. Damit können in vielen Fällen Lücken der Inschrift gefüllt werden.
Ab der Zeit der Adoptivkaiser ist ein Übergang der Verantwortlichkeit für die Instandhaltung der Straßen (cura viarum) an einzelne Gemeinden feststellbar. Die Homogenität der Inschriftenserien lässt dadurch nach. Ausgangspunkt der Zählung auf den Säulen, die nun von den Gemeinden gesetzt wurden, war dann das Forum oder die Stadttore der Gemeinde. Eine Übereinstimmung der Zuständigkeit mit dem Territorium der Civitates ist nicht immer feststellbar.
Heute sind ungefähr 7000–8000 kaiserzeitliche Steine bekannt. Sie bilden eine wichtige Quelle für die Kenntnis der Geschichte und Streckenführung der Straßen, darüber hinaus aber auch für die allgemeine Reichsverwaltung und Herrschaftsorganisation.
Es ist jedoch zu beachten, dass sie oftmals als Baumaterial verschleppt worden sind, mitunter wurden sie per Schiff weit transportiert. Eine Rekonstruktion römischer Wegführungen anhand der Funde von Meilen- und Leugensteinen ist nur in sehr seltenen Fällen möglich.

## Leugensteine

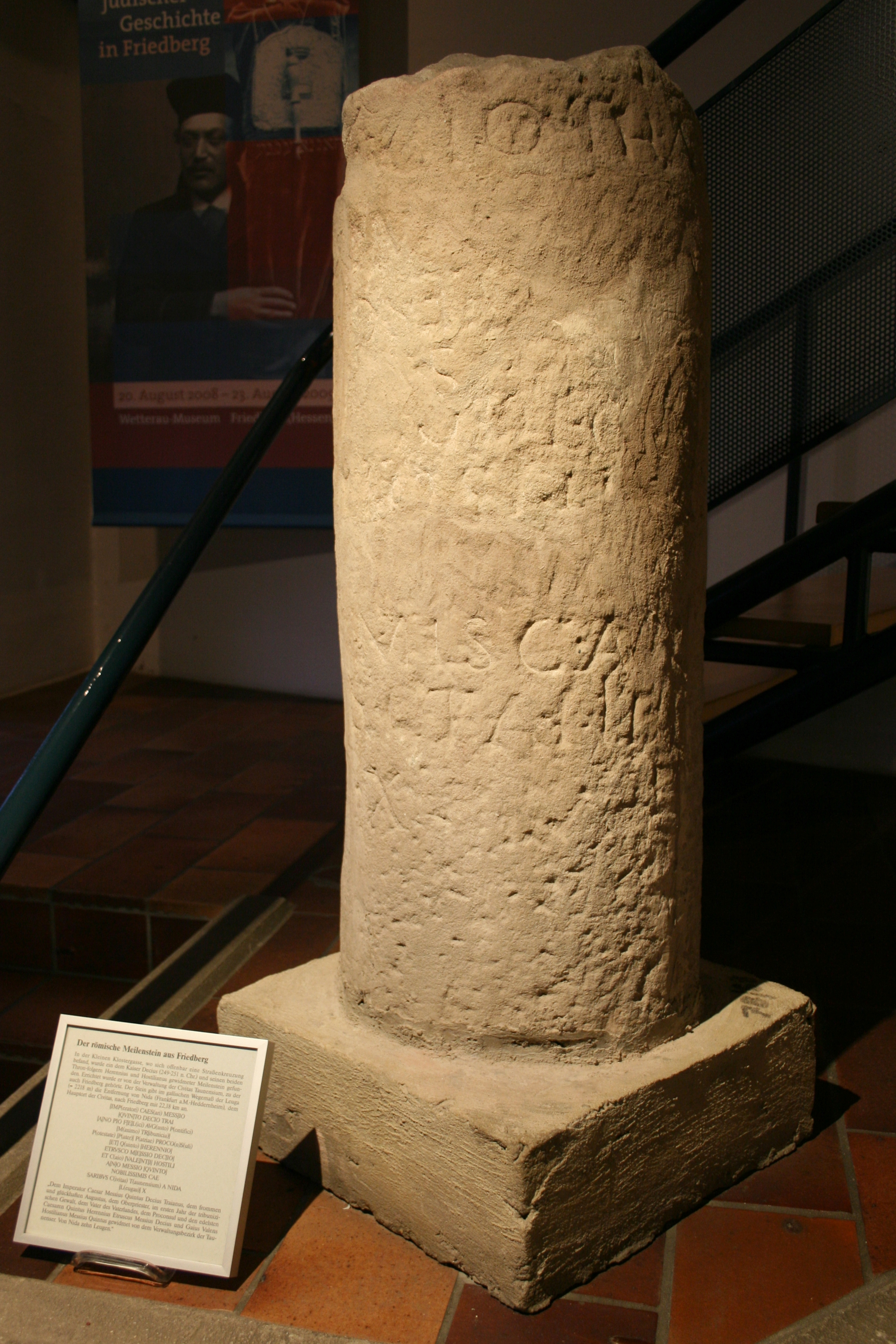
Leugenstein aus Friedberg, Hessen, Aufstellung im Wetterau-Museum

In bestimmten, vormals keltischen Gebieten der gallischen und germanischen Provinzen wurde zeitweilig nicht mit Meilen gerechnet, sondern mit Leugen, die 1,5 MP entsprechen, also etwa 2,22 km. Daher spricht man hier von Leugensteinen. Sie kamen seit trajanischer Zeit auf und wurden seit Septimius Severus in diesen Regionen flächendeckend üblich.

## Fundorte von Meilen- und Leugensteinen

### Deutschland

#### Baden-Württemberg
- Au am Rhein – ein Leugenstein aus Au bei Rastatt. Inschrift: Marcus Aurelius Antoninus Caracalla. Leugen von Aquae (= Baden-Baden) die Anzahl der Leugen ist nicht mehr erhalten.[7]
- Bühl – aus Bühl stammt ein Meilenstein der während der Regierungszeit des Kaisers Trajan entstand. Inschrift: Von Mogontiacum (=Mainz) 120.000 Doppelschritte.[8]
- Friolzheim – der ehemalige Standort war in Friolzheim, er wurde 1934 auf einem Acker gefunden. Heute steht er im Lapidarium des Landesmuseums in Stuttgart. Eine Nachbildung des römischen Leugensteins steht vor der Zehntscheuer in Friolzheim, der Kelter in Mühlacker sowie an der Römerstraße in Kornwestheim. Inschrift: Von Portus (= Pforzheim) 5 Leugen.[9]
- Heidelberg – 1877 wurden sieben römische Meilensteine in einem Keller und ein weiterer aufrecht in einem nahe gelegenen Brunnen in Heidelberg-Bergheim gefunden.[10] Die Kaiserinschriften auf den Steinen reichen von Elagabal bis Valerian und Gallienus. Inschrift: 4 Leugen von Lopodunum (= Ladenburg)
- Isny im Allgäu (Vemania) – 1550 als Gewölbestütze in einem Weinkeller der Abtei Isny gefundener Meilenstein, heute im Landesmuseum Württemberg in Stuttgart.[11] Der Meilenstein stand ursprünglich seit der Regierungszeit des Kaisers Septimius Severus an der Römerstraße Kempten–Bregenz von Cambodunum (Kempten) nach Brigantium (Bregenz) in einer Entfernung von 11.000 Doppelschritten nach Cambodunum. 1930 wurde an dieser Stelle auf Initiative des Heimatvereins Kempten sowie den Gemeinden Wengen und Isny eine Nachbildung aufgestellt.[12]
- Keltern-Ellmendingen – ein Leugenstein aus Keltern-Ellmendingen. Inschrift: Marcus Aurelius Antoninus Caracalla. 17 Leugen von Aquae (= Baden-Baden).[13]
- Köngen (Grinario) – aus Köngen stammt ein Meilenstein der während der Regierungszeit des Kaisers Hadrian entstand. Inschrift: Von Sumelocenna (=Rottenburg/Neckar) 29.000 Doppelschritte.[14]
- Ladenburg (Lopodunum) – eine Ansammlung von fünf Steinen, ähnlich wie in Heidelberg fand sich im Keller eines Gebäudes in Ladenburg selbst. Die Inschriften enthalten alle den Hauptort der Neckarsueben (Civitas Ulpia Sueborum Nicrensium)[15]
- Offenburg – im Mittelalter wurde dieser Leugenstein in der Stadtmauer verbaut, wohl deshalb wurde er gespalten. Er befand sich ursprünglich an der Kinzigtalstraße von Argentoratum (Straßburg) nach Rätien. Von der Inschrift ist von „Rätien“ nur noch das R erhalten.[16]
- Remchingen-Nöttingen – zwei Leugensteine aus Remchingen-Nöttingen (M. Aurelius Severus Alexander): 17 Leugen von Aquae (= Baden-Baden) sowie ein weiterer Stein auf dem die Entfernungsangabe nicht mehr erhalten ist.[17]
- Sinzheim – vier Leugensteine wurden in Sinzheim bei Baden-Baden aufgefunden, sie waren den Kaisern M. Aurelius Antoninus, gen. Caracalla, Severus Alexander und M. Antoninus Gordianus gewidmet. Alle gaben die Entfernung mit 4 Leugen von Aquae (= Baden-Baden) an.[18]
- Sontheim an der Brenz – 2002 wurde an der römischen Straße zwischen Sontheim und Bächingen ein von Kaiser Caracalla gestifteter fast vollständiger, in zwei Teile zerbrochener Meilenstein mit Verweis auf Phoebiana (=Faimingen) entdeckt.[19]

#### Bayern
- Aindling – 1978 wurde in der Pfarrkirche St. Martin das Fragment eines Meilensteins mit Inschrift für Septimius Severus und Caracalla gefunden. Es befindet sich heute in der Archäologischen Staatssammlung.[20]
- Augsburg – inschriftenloser Meilenstein, der am 1825 abgebrochenen Barfüßer-Tor stand.[21]
- Augsburg-Inningen – inschriftenloser Meilenstein, gefunden 1894, heute verschollen.[22]
- Burgmannshofen – Säulentrommel mit Inschrift für Septimius Severus, Caracalla und Geta, gefunden 1811 auf dem Friedhof, heute im Museum Augsburg.[23]
- Burgweinting – das Bruchstück eines Meilensteins wurde 1909 in der örtlichen Kirche entdeckt und befindet sich heute im Museum Regensburg.[24]
- Egerdach (Wonneberg) – Meilenstein der Via Julia (Augsburg-Salzburg) mit Inschrift für Septimius Severus, Caracalla und Geta, 1999 vor der Südtür der Kirche St. Margaretha entdeckt, steht jetzt in einem Pavillon neben der Kirche.[25]
- Ellmosen – ein bei Ellmosen gefundener, inschriftenloser Meilenstein soll 1812 nach München gekommen sein. Er ist heute verschollen.[26]
- Epfach – zwei inschriftenlose Meilensteine aus Epfach sind heute verschollen. Der eine wurde 1804 aus dem Lech geborgen, der andere 1815 in einem Heustadel ausgegraben.[27]
- Erlstätt – Meilenstein von Erlstätt, war bis 1780 in der Kirchhofmauer von Erlstätt verbaut. Danach als Sockel eines Bildstockes nahe Kraimoos aufgestellt und erst 1840 als Meilenstein erkannt. Inschriften der Kaiser Septimius Severus, Caracalla und Geta.[28]
- Gilching – Meilensäule mit oben abgebrochener Inschrift (für Septimius Severus und Caracalla), gefunden im 16. Jahrhundert, seit 1830 in München, wo sie beim Museumsbrand 1944 zerstört wurde.[29]
- Gundelfingen – 1981 wurden bei Renovierungsarbeiten in der Pfarrkirche St. Martin ein vollständig erhaltener Meilenstein mit Inschrift für Caracalla und das Fragment eines weiteren entdeckt.[30]
- Herreninsel im Chiemsee – Meilen-/Leugenstein aus Marmor, viermal beschriftet, 1778 in der Martinskapelle auf Herrenchiemsee entdeckt, 1913 erneut in Schalchen bei Gstadt entdeckt, dann im Heimatmuseum Traunstein, heute im Römermuseum Bedaium in Seebruck.[31] Gehörte zur Via Julia (Augsburg-Salzburg).[32]
- Igstetterhof, Gemeinde Attenfeld – 1631 gefundene Trommel eines Meilensteins, wurde auf Veranlassung Kurfürst Karl Theodors nach Mannheim verbracht, heute im Reiss-Engelhorn-Museum.[33]
- Kaufbeuren – Konrad Peutinger berichtet 1505 von einem, Markus Welser von zwei Meilensteinfragmenten. Alle sind heute verloren.[34]
- Kempten (Allgäu) (Cambodunum)
  - 1880 wurde in Kempten ein Meilenstein mit Inschrift für Septimius Severus und Caracalla gefunden.[35]
  - Ein weiterer, 1811 in Kempten gefundener Meilenstein für die gleichen Kaiser befindet sich heute im Römischen Museum Augsburg.[36]
- Kösching (Germanicum) – auf dem Friedhof von Kösching stand eine Meilensäule mit viereckiger Basis und Inschrift für Septimius Severus und Caracalla. Kurfürst Karl Theodor ließ sie 1760 nach München bringen. Die Kalksteinsäule wurde beim Brand des Münchener Museums 1944 zerstört.[37] 1984 konnte rund 1 km von der Pfarrkirche Kösching entfernt ein weiterer, vollständig erhaltener, 2,20 m hoher Meilenstein aus dem Jahr 201 direkt unter der Grasnarbe aufgedeckt werden.[38]
- Mittenwald
  - Johannes Aventinus berichtet von einem verschollenen Meilenstein, den Kaiser Maximilian angeblich nach Innsbruck bringen ließ.[39]
  - Meilenstein des Kaisers Julian aus weißem Marmor – 1996 südlich des Ortes nahe der römischen Brennerstraße Via Raetia im Kies steckend entdeckt, der Oberteil mit fünf Zeilen der Inschrift fehlt. Er stammt aus dem Jahr 363 und trägt als Entfernungsangaben 85 Meilen.[40]
  - Meilenstein des Kaisers Decius aus grauem Glimmerschiefer – 1997 südlich des Ortes nahe der römischen Brennerstraße in einer Wiese steckend entdeckt. Entfernungsangabe 83 (LXXXIII) Meilen, aber 84 (LXXXIIII) anzunehmen, da eine römische Meile vom Julianstein entfernt. Heute im Rathaus Mittenwald.[40][41]
- Nähermittenhausen – Meilensäule mit Resten von 13 Inschriftenzeilen, Inschrift für Septimius Severus und Caracalla, gefunden 1971 unter dem Hochaltar der Kirche.[42] Heute im Schlossmuseum in Neuburg.[43]
- Nassenfels – vier Bruchstücke eines Meilensteins mit Inschrift für Septimius Severus und Caracalla, heute in der Archäologischen Staatssammlung.[44]
- Partenkirchen – ein weiterer, von Aventinus erwähnter Meilenstein der Kaiser Caracalla und Geta (eradiert) soll sich in Partenkirchen befunden haben, er gilt seit dem 18. Jahrhundert als verschollen.[45]
- Kloster Rebdorf – Meilensäule mit Inschrift für Septimius Severus und Caracalla, 1807 nach München verbracht, 1944 durch Brand zerstört.[46]
- Söchtenau – 1807 an der Achbrücke entdeckt, im Zweiten Weltkrieg zerstört, wohl aus den Jahren 213 bis 217.[47]
- Sollern – Peter Apian berichtet vom Fund eines Meilensteinfragments in der örtlichen Kirche. Der Stein ist vor 1833 verschollen.[48]
- Türkheim – Meilensäule ohne Inschrift, verwendet als Prellstein vor der Klosterkirche, heute verschollen.[49]
- Valley – Meilenstein für Septimius Severus und Caracalla, gefunden im 18. Jahrhundert.[50]
- Goldberg bei Türkheim – im Mauerschutt des spätantiken Kastells fanden sich zwei Bruchstücke eines Meilensteins für Septimius Severus, heute im Museum Mindelheim.[51]
- Weilheim in Oberbayern – nach Aventinus soll sich im Ort ein heute verschollener Meilenstein befunden haben.[52]
- Wehringen – Bruchstücke eines Meilensteins, die als Wandstützen eines spätantiken Urnengrabes wiederverwendet wurden. Gefunden 1961 und in die Prähistorische Staatssammlung verbracht.[53]
- Wolkertshofen – Meilenstein mit Inschrift für Septimius Severus und Caracalla, gefunden im 16. Jahrhundert, publiziert von Janus Gruterus, danach verloren. Ein Bruchstück tauchte 1929 beim Abbruch eines Kuhstalles wieder auf und kam ins Museum auf der Willibaldsburg, ist aber wiederum verschollen.[54]

#### Hessen
- Friedberg – der Stein fand sich nahe der Klostergasse in der Altstadt, er stand ursprünglich an der Straße von Nida (heute: Frankfurt-Heddernheim) nach Friedberg. Die Entfernung zum Civitas-Hauptort Nida betrug exakt zehn Leugen. Heute befindet sich der Stein im Wetterau-Museum in Friedberg.[55]
- Wiesbaden (Aquae Mattiacorum) – der Stein wurde in der Nähe des Hauptbahnhofes aufgefunden und befindet sich in der Sammlung Nassauischer Altertümer Stiftung Stadtmuseum Wiesbaden.[56]
- Mainz-Kastel – 1896 wurden an der römischen Heerstraße, die vom Römerkastell in Mainz-Kastel über den östlichen Hang der Biebricher Höhe zum Kastell auf dem Römerberg führte, zwei römische Meilensteine gefunden. Der erste, eine 2,10 Meter hohe Steinsäule gibt die Entfernung zwischen den beiden Kastellen an: AB AQVAE MATTIACORVM VI MILLE PASSUUM = sechs römische Meilen, nach heutigen Maßen neun Kilometer.[57] Der zweite Stein gab die gleiche Entfernung mit vier Leugen an.[58] Ein Abguss von ersterem steht heute gegenüber dem Wiesbadener Hauptbahnhof.
- Kleestadt – der Stein wurde im Jahr 1832 in den Kleestädter Salzwiesen gefunden, er befindet sich im Hessischen Landesmuseum in Darmstadt, eine Kopie im Dieburger Kreis- und Stadtmuseum.[59] Die Zeile mit der Angabe der Leugenzahl ist nicht erhalten, vermutlich handelt es sich um den vier Leugen von Dieburg entfernten Stein.[60] Die „Hohe Straße“, eine römische Heerstraße, die vom römischen Zentralort Dieburg nach dem Kastell Stockstadt am Mainlimes führte, geht über die Straßenmühle bei Schlierbach, hier kreuzt sie den Schlierbacher Weg.

#### Nordrhein-Westfalen

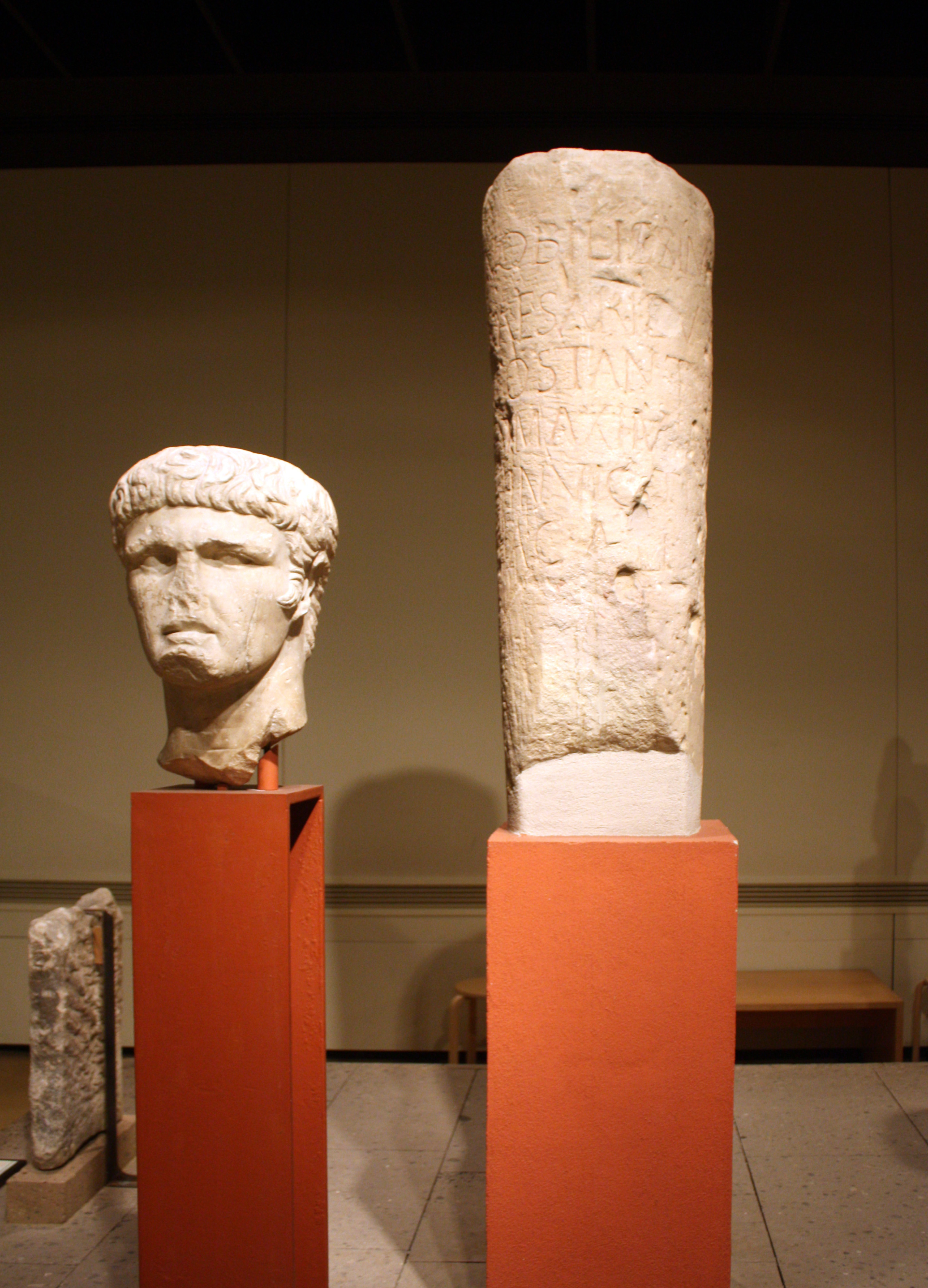
Römischer Meilenstein aus Köln, Fundort Luxemburger Straße. RGM Köln

- Brühl, Stadtgrenze zu Hürth, – Beim Braunkohletagebau wurde 1929 ein Meilenstein entdeckt, die Fundstelle liegt beim ehemaligen Forsthaus Villehaus, unmittelbar an der Luxemburger Straße, der Römerstraße Köln-Trier. Die Inschrift bezieht sich auf die Kaiser Trebonianus Gallus und Volusianus, die Entfernung nach Köln wird mit 6 Leugen angegeben.[61] Er befindet sich im Rheinischen Landesmuseum Bonn.
- Elsdorf-Esch – An der römischen Straße zwischen Köln und Jülich wurden 1997 Fragmente eines Meilensteines gefunden. Die Inschrift ist unvollständig und bezieht sich auf die Kaiser Trebonianus Gallus und Volusianus. Die ebenfalls unvollständige Entfernungsangabe nach Köln wurde nach dem Fundort mit 13 Leugen rekonstruiert. Bei einem weiteren Überrest von diesem Fundort ist nicht klar, ob er zum gleichen oder zu einem zweiten Leugenstein gehört.[62]
- Freialdenhoven – Ein Bruchstück mit stark verstümmelter Inschrift wurde 1866 beim Roden des Freialdenhovener Buschs gefunden. Der zur Straße von Köln nach Tongeren gehörende Stein ist verschollen.[63]
- Höllen – Bei einem an der Höllener Mühle etwa 1700 m nördlich der Straße Köln-Jülich gefundenen Fragment ist nur ein kleiner Teil der Inschrift erhalten.[64]
- Köln – Im Jahr 1903 wurde an der Luxemburger Straße, der Römerstraße Trier–Köln, an der Ecke Greinstraße ein Meilenstein von Constantius I. und Maximian gefunden. Die Entfernung nach Köln ist mit einer Leuge angegeben.[65] Das Stück ist im Römisch-Germanischen Museum in Köln ausgestellt.
- Marcomagus – An der römischen Straße von Köln nach Trier. Mehrere Steine vermutet beziehungsweise nachgewiesen: Umstritten ist der historisch belegte Meilenstein, der am wahrscheinlichsten aus dem frühen 3. Jahrhundert stammte. Ein Teil eines Steines aus der Zeit von Kaiser Decius wurde 1965 entdeckt und steht als Kopie in der Nähe des Fundortes. Zudem wird der Runde Stein als Meilensteinsockel einer zweiten Trasse angenommen.[66]
- Zülpich
  - Bei Erdarbeiten in den 1960er Jahren an der Nideggener Straße (Agrippastraße Köln–Trier) im Zülpicher Ortsteil Hoven aufgefunden. Der Leugenstein (16 Leugen zur Colonia Agrippinensis) wurde mehrfach überarbeitet. Die älteste Inschrift weist auf Kaiser Licinius.[67] Das Original befindet sich heute im Rheinischen Landesmuseum Bonn, nach anderen, wohl aktuelleren Angaben, im Museum der Badekultur in Zülpich.[68][69]
    - Replikat an der Sophienhöhe bei Zülpich-Hoven[70]
    - Replikat im Kreisverkehr der Römerallee in Zülpich[71]
    - Replikat im Kreisverkehr am Münstertor in Zülpich[72]

  - Meilenstein, der bereits 1375 in der Kölnstraße, Abzweig Grüner Weg nach Bessenich, nachweisbar ist, 1865 verschwand, vor 1975 am Kölntor nachweisbar ist und 2014 in der Mauer einer Schule wiederentdeckt wurde.[69] Dieser kam in die Kurkölnische Landesburg Zülpich.

#### Rheinland-Pfalz
- Altrip – In der römischen Festung Alta Ripa (hohes Ufer) wurden zahlreiche Leugensteine gefunden, sie stammten von anderen Stellen (2. und 5. Stein von Speyer aus) und wurden als Mauersteine der Römerfestung in sekundärer Verwendung genutzt.[73]
- Berg (Pfalz) – Von diesem römischen Meilenstein an der Römerstraße von Basel nach Mainz ist nur noch der Sockel erhalten, er findet sich am Ortsausgang neben der Landstraße 540 (ehemalige B 9). Dies ist der erste Stein an der linksrheinischen Rheinuferstraße auf deutschem Gebiet.
- Detzem – Die Ortschaft Detzem bei Trier leitet ihren Namen vom lateinischen „ad decimum lapidem“, also dem zehnten Leugenstein ab. Im Laufe der Zeit wurde die Entfernungsangabe des Steins zum Ortsnamen. Gefunden wurden sieben Meilen- und Leugensteine mit neun bzw. acht (voriger Stein) Leugen Entfernung nach Trier.[74] Erhalten sind Inschriften der Kaiser Caracalla und Konstantin.[75]
- Hagenbach – Neben einem Sägewerk wurden sechs zeitlich aufeinanderfolgende römische Leugensteine gefunden, eine Reproduktion steht am alten Standort im Bienwald sowie im Terra-Sigillata-Museum in Rheinzabern (Tabernae). Das Original befindet sich im Historischen Museum der Pfalz.[76]
- Jockgrim – Der dreizehnte römische Meilenstein von Speyer stand nördlich des Ortes im Bienwald.[77]
- Mutterstadt – An der Ortsgrenze zog die Römerstraße vorbei, der Stein stand vermutlich an der Civitasgrenze zwischen Worms (Borbetomagus) und Speyer (Noviomagus) (8 Leugen von Speyer). Gefunden wurden zwei Fragmente in einem Brunnen.[78]
- Neumagen-Dhron (Mosel) – Im Ortsteil Neumagen vor der Pfarrkirche (gegenüber der Touristen-Information) der untere Teil eines Leugensteins; daneben eine Erläuterungstafel in mehreren Sprachen, alles als Teil des archäologischen Rundweges des römischen Kastells Noviomagus Treverorum (15 Leugen).
- Oggersheim – Bei Bauarbeiten an der Bundesstraße wurde der in zwei Stücke gebrochene Stein aufgefunden (7 Leugen).
- Piesport – 1921 wurde an der Römerstraße ein Leugenstein gefunden, 18 gallische Leugen von Trier entfernt.
- Quint – Ähnlich verhält es sich beim Ortsnamen von Quint, einige Kilometer von Trier entfernt, er leitet sich ab von „ad quintum lapidem“, also der fünfte Stein von Trier.[79]
- Worms – An der Kreuzung Wollstraße / Römerstraße. Vermutlich sekundär hier aufgestellt, soll er an der Römerstraße etwas südlich gefunden worden sein.[80]

### Österreich
- Gemeinlebarn – 1998 wurde nahe diesem Ort ein Meilenstein entdeckt, der aus den Jahren 217/218 n. Chr. stammt.[81][82] Nur ein Jahr später kam am gleichen Fundort ein Meilenstein aus dem Jahr 313 n. Chr. ans Licht.[83]
- Innsbruck – in zwei Stücke zerbrochener Meilenstein mit Formular für Septimius Severus und Caracalla, gefunden Anfang des 19. Jahrhunderts und ins Stift Wilten verbracht.[84]
- Klosterneuburg – Zwei Meilensteine wurden in das Stift verschleppt. Der eine stammt aus der Regierungszeit des Kaisers Philippus Arabs (244–249),[85] der andere von Decius (249–251).[86] Ihre Zählung ging von Vindobona aus. Ein weiterer, erstmals 1324 urkundlich erwähnter Meilenstein steht noch in situ im Ortsteil Scheiblingstein, der auch nach dem Meilenstein benannt ist.[87]
- Oberranna – nahe dem Burgus Oberranna, beim Jochenstein, wurde ein heute verschollener Meilenstein entdeckt, der in die Regierungszeit Caracallas datierte.[88]
- Reith bei Seefeld – Schaft einer Meilensäule aus schwarzem Glimmerschiefer ohne Inschrift.[89]
- Schönberg im Stubaital – Bruchstück eines Meilensteins für Traianus Decius, vor 1756 gefunden an der Einmündung des Stubai- in das Silltal, in die Abtei Wilten verbracht, heute im Lapidarium Innsbruck.[90][40]
- Schwechat (Ala Nova) – 1843 sowie 1844 fanden sich in einem Brunnen am westlichen Stadtrand sechs römische Meilensteine, die ursprünglich 21 römische Meilen vor Carnuntum standen.[91] Die Steine wurden innerhalb von wenigen Jahren um die Mitte des 3. Jahrhunderts aufgestellt.[92]
- Zwischen Seefeld und Scharnitz wurde der Schaft eines Meilensteins gefunden. Er gilt seit 1967 als verschollen.[93]
- St. Kathrein, Gemeinde Navis – Meilenstein-Bruchstück, gefunden 1910 in der örtlichen Kirche. Von der Inschrift ist nur der Rest einer Zeile erhalten.[94]
- Tulln an der Donau (Comagena) – In der Tullner Kirchengasse 10 wurde ein knapp zwei Meter hoher Meilenstein geborgen, der auf die Jahre 235/239 n. Chr. datiert.[95][96] In der Nähe der Ortschaft Nitzing wurde Ende des 19. Jahrhunderts am heutigen Aufstellungsort an der L120 ein Meilenstein, der erstmals in einer Quelle aus dem 14. Jahrhundert erwähnt wird, wiederentdeckt. Er stammt von 217/218 n. Chr.[87][97][98][99]
- Wels – „M.P. I“, im Stadtmuseum Minoritenkloster
- Wien (Vindobona) – der sogenannte Sankt Marxer Meilenstein wurde an einem heute nicht mehr genau feststellbaren Ort im 3. Wiener Gemeindebezirksteil Sankt Marx gefunden. Er stammte von Valerianus Caesar (253–258) und gab die Entfernung nach Vindobona mit zwei Meilen an.[100] Aus dem Inzersdorfer Stadtteil stammen fünf Meilensteine, die 1841 in der Wienerberger Ziegelei geborgen wurden. Dazu gehört ein 143 n. Chr. unter Kaiser Hadrian gesetzter vollständiger Stein,[101] ein Stein aus der Zeit des Septimius Severus,[102] und ein 249 n. Chr. entstandener Meilenstein, der vier Meilen nach Vindobona angab.[103] Die gleiche Entfernung zeigten der zu demselben Fund gehörende Meilenstein des Valerianus Caesar[104] und ein 253 n. Chr. gleichfalls unter Valerianus Caesar entstandener Stein.[105]
- Wilten – Meilensteinschaft, gefunden beim Kloster, heute im Schloss Ambras.[106]
- Wilten-Sonnenberg – Meilensteinfragment mit Inschrift Kaiser Julians (363 n. Chr.), heute in der Hofgalerie Ambras.[107]
- Zirl – Schaft eines Meilensteins mit Inschrift für Septimius Severus, heute im Lapidarium Innsbruck.[108] Gefunden im August 1835.[40]

### Schweiz
- Amsoldingen – Leugenstein (sieben Leugen von Aventicum), von Theodor Mommsen 1853 in der Krypta der Kirche entdeckt, heute im Hof von Schloss Thun.[109]
- Baden AG – Leugenstein (56 Leugen von Aventicum) mit Formular für Kaiser Tacitus, 1851 in einer Kiesgrube gefunden, heute im Museum Landvogteischloss Baden.[110]
- Boscéaz, Gemeinde Orbe – Leugensteinfragment mit Inschrift Kaiser Caracallas, ausgestellt zusammen mit dem dort gefundenen römischen Mosaik.[111]
- Canal d’Entreroches – Meilensteinfragment mit Inschriftenformular für Kaiser Hadrian, gefunden beim Kanalbau, heute in der Ancienne Académie Lausanne.[112]
- Chavornay – im 18. Jahrhundert in einer Straßenmauer gefundenes Leugensteinfragment, heute in der Ancienne Académie Lausanne.[113]
- Colovrex (Gemeinde Bellevue GE) – zwei Meilensteinfragmente, beide kamen 1866 ins Musée d’Art et d’Histoire in Genf.[114]
- Coppet – heute verlorener Meilenstein, der vermutlich ein Formular für Antoninus Pius besaß.[115]
- Dully – heute verlorener Meilenstein, der im 18. Jahrhundert als Brunnentrog in Nyon diente.[116] Ein weiterer Meilenstein wurde 1782 bei der alten Brücke von Dully gefunden, er befindet sich heute im Lapidarium des Museums Nyon.[117]
- Etoy VD – Meilensteinfragment, heute in der Ancienne Académie Lausanne.[118]
- Lavigny VD – im 18. Jahrhundert gefundener Meilenstein mit Inschrift für Gordianus III., heute im Hof des Schlosses von Aubonne.[119]
- Messery – Meilenstein mit Inschrift für Septimius Severus und seine Söhne Caracalla und Geta, heute im Musée d’Art et d’Histoire in Genf.[120]
- Montagny-la-Ville – Leugenstein mit Caracalla-Inschrift, heute im Schlosshof von Yverdon.[121]
- Mumpf – Meilenstein, gefunden 1875 zwischen Mumpf und Stein AG, heute im Museum Rheinfelden.[122]
- Paudex – Meilenstein mit Inschrift für Antoninus Pius, heute in der Ancienne Académie Lausanne.[123] Aus Paudex gibt es eine weitere, heute verlorene Meilensäule mit fragmentarischer Inschrift.[124]
- Penthalaz – Fragment einer Meilensäule, gefunden im 18. Jahrhundert, vor der örtlichen Kirche aufgestellt.[125]
- Prévessin – zwei Meilensteine mit unbekanntem Herkunftsort tragen heute das Schutzdach über der örtlichen Kirchenpforte.[126]
- Saint-Prex – Meilenstein, in der Straßenbrücke über den Fluss Boiron eingemauert.[127]
- Sitten – 1817 gefundener Leugenstein (17 Leugen von Aventicum), heute im Eingang des Rathauses auf einen Renaissancesockel montiert.[128]
- Solothurn –1763 im Fundamentbereich der St. Ursen-Kirche entdeckter Leugenstein, heute im Lapidarium der Jesuitenkirche.[129] Zwei weitere Fragmente wurden in Solothurn gefunden, von denen eines sich ebenfalls im Lapidarium befindet,[130] das andere ist verschollen.[131]
- Treycovagnes – längsgespaltener Leugenstein mit Formular für Septimius Severus und seine Söhne Caracalla und Geta, Fund aus dem 17. Jahrhundert, heute im Schlosshof von Yverdon.[132]
- Unterwil (Heute Wil in der Gemeinde Turgi, 4 km westl. von Baden) – Meilenstein mit Inschrift für Kaiser Trajan,[133] 85 Meilen, vermutlich von Aventicum gezählt, heute im Landesmuseum Zürich.[134]
- Vich VD – 1811 4 km östlich von Nyon gefundener Meilenstein mit Inschrift für Trebonianus Gallus, heute im Museum Nyon.[135]

### Südtirol
- Freienfeld – Fragment eines Meilensteinschaftes, gefunden 1888, heute im Lapidarium Innsbruck.[136]
- Rabland – Bruchstück eines Meilensteinschaftes mit Inschrift für Kaiser Claudius, gefunden 1552, heute im Stadtmuseum Bozen.[137]
- Sonnenburg – Meilenstein aus der Zeit des Kaisers Macrinus, 1857 unterhalb des ehemaligen Stifts Sonnenburg aufgefunden, heute im Museum Mansio Sebatum in St. Lorenzen (Südtirol).[138]

### Südeuropa
Auch in Südeuropa (Frankreich, Spanien, Portugal und natürlich in Italien) und in Nordafrika wurden römische Meilensteine gefunden; ein Beispiel für Frankreich ist der Meilenstein von Alba-la-Romaine.

## Indien
Mogulzeitliche Distanzmonumente (Kos-Minar) finden sich in weiten Teilen Nordindiens, also von Afghanistan bis nach Bengalen.

## Trivia
- Auf der Luxemburger Straße in Hürth-Efferen steht seit 2008 ein künstlerisch nachempfundener überdimensionaler Leugenstein des Brühler Steinbildhauers Hans-Jörg Blondiau auf einem Verkehrskreisel.
- 2017 wurde bei Weilheim in Oberbayern ein rekonstruierter römischer Meilenstein aufgestellt. Dieser soll an die Römerstraße „Via Claudia Augusta“ erinnern.[139]